# Трисульфид дискандия
Трисульфид дискандия — бинарное неорганическое соединение металла скандия и серы с формулой Sc2S3, жёлтые кристаллы, нерастворимые в воде.

## Получение
- Действие паров серы на металлический скандий:

{\displaystyle {\mathsf {2Sc+3S\ {\xrightarrow {600-800^{o}C}}\ Sc_{2}S_{3}}}}
- Действие сероводорода или сероуглерода на оксид скандия:

{\displaystyle {\mathsf {Sc_{2}O_{3}+3H_{2}S\ {\xrightarrow {1000-1150^{o}C}}\ Sc_{2}S_{3}+3H_{2}O}}}
{\displaystyle {\mathsf {2Sc_{2}O_{3}+3CS_{2}\ {\xrightarrow {T}}\ 2Sc_{2}S_{3}+3CO_{2}}}}
- Восстановление сульфата скандия углеродом или сероводородом:

{\displaystyle {\mathsf {Sc_{2}(SO_{4})_{3}+12C\ {\xrightarrow {T}}\ Sc_{2}S_{3}+12CO}}}
{\displaystyle {\mathsf {Sc_{2}(SO_{4})_{3}+3H_{2}S\ {\xrightarrow {T}}\ Sc_{2}S_{3}+3H_{2}SO_{4}}}}

## Физические свойства
Трисульфид дискандия образует жёлтые кристаллы.
Не растворяется в холодной воде, реагирует с горячей.

## Химические свойства
- Реагирует с горячей водой:

{\displaystyle {\mathsf {Sc_{2}S_{3}+6H_{2}O\ {\xrightarrow {100^{o}C}}\ 2Sc(OH)_{3}+3H_{2}S\uparrow }}}
- Реагирует с кислотами:

{\displaystyle {\mathsf {Sc_{2}S_{3}+3HCl\ {\xrightarrow {}}\ 2ScCl_{3}+3H_{2}S\uparrow }}}
- Окисляется кислородом воздуха при нагревании:

{\displaystyle {\mathsf {3Sc_{2}S_{3}+15O_{2}\ {\xrightarrow {350-425^{o}C}}\ 2Sc_{2}O_{3}+Sc_{2}(SO_{4})_{3}+6SO_{2}\uparrow }}}